# Nelly Viennot
Nelly Viennot (* 8. Januar 1962 in Flers) ist eine ehemalige französische Fußballschiedsrichterin und -spielerin. Laut dem europäischen Verband war sie als Schieds- und Linienrichterin die erste Frau, die in Frankreich wie auf internationaler Ebene auch bei Spielen von Männermannschaften eingesetzt wurde.

## Laufbahn als aktive Sportlerin

### Spielerin
Die nur 1,52 m große Nelly Viennot war schon als Jugendliche sportlich sehr aktiv – im Hand- wie im Fußball. Seit Ende der 1970er hütete sie das Tor in der ersten Frauenfußballelf des FCF Condé-sur-Noireau. Mit dieser erreichte sie mehrfach das Viertelfinale um die französische Meisterschaft, erstmals in der Saison 1983/84.

### Schieds- und Linienrichterin
Zur Schiedsrichterei kam sie 1987 eher aus einer Notsituation heraus („damit der Verein eine Strafe vermeiden konnte“) denn aus Überzeugung; in dieser neuen Funktion entwickelte sie sich allerdings nicht nur in Frankreich zu einer Berühmtheit ihrer Zunft.
Im Frauenfußball
Im Frauenfußball setzte der Landesverband FFF Nelly Viennot schon frühzeitig in der ersten französischen Liga ein. Exakte Spielzahlen oder auch nur die Zeitspanne, innerhalb derer sie in der 1992 als Championnat National 1 A gegründeten Liga mit Spielleitungen betraut war, werden in den verwendeten Quellen nicht angegeben; allerdings sind statistische Daten gerade für deren erste Jahre selbst im Jahr 2015 auch noch gar nicht vollständig erfasst. Ab Mitte der 1990er war Viennot zudem international tätig; zu den Höhepunkten auf dieser Ebene zählte ihre Berücksichtigung als Linienrichterin bei zwei olympischen Fußballturnieren (1996 in Atlanta und 2004 in Athen), wobei sie dort jeweils in vier Spielen beteiligt war, unter anderem auch im jeweiligen Finale: 1996 (die Frauen aus den Vereinigten Staaten bezwangen China) assistierte die Französin der Norwegerin Bente Skogvang, 2004 (erneut gewannen die USA die Goldmedaille, diesmal gegen Brasilien) der Schwedin Jenny Palmqvist. Bei der Fußball-Weltmeisterschaft der Frauen 2003, zu der sich erstmals auch die französische Nationalelf hatte qualifizieren können, stand Viennot bei drei Partien ebenfalls an der Seitenlinie.
Im Männerfußball
Als Schiedsrichterin hat sie bis hinauf zur dritten französischen Liga selbst Begegnungen geleitet, wobei sie lediglich einmal einen Spieler des Paris FC vom Platz gestellt hat. Sehr viel erfolgreicher war sie im Männerfußball allerdings als Schiedsrichterassistentin im Gespann von Éric Poulat, mit dem sie acht Jahre lang zusammengearbeitet hat.
Von 1996 bis zum Erreichen der Altersgrenze 2007 fungierte Nelly Viennot auch in fast 200 Punktspielen der höchsten Männer-Spielklasse an der Seitenlinie. Dazu kamen zwei Einsätze in Endspielen um die Coupe de France (2002 und 2007). Seit Ende der 1990er Jahre war sie in gleicher Funktion auch in der Champions League und der Europa League sowie bei Länderspielen tätig.
Bei einem Lokalderby zwischen Racing Strasbourg und dem FC Metz Ende 2000 explodierte ein von den Zuschauerrängen des Stade de la Meinau auf das Spielfeld geworfener Knallkörper neben ihrem linken Ohr, auf dem sie seither einen 25%igen Hörverlust aufweist. Nachdem Nelly Viennot 2004 bei der U-21-Europameisterschaft beteiligt war, wurde sie 2006 als erste Frau weltweit in die 82 Schiedsrichter umfassende Vorauswahl für die Spielleitungen bei der Weltmeisterschaft in Deutschland aufgenommen. Dabei scheiterte sie allerdings im letzten Sprint-Test, in dem sie die geforderte Zeit um zwei Zehntelsekunden verpasst haben soll.

## Ehrungen
2006 wurde Nelly Viennot von Staatspräsident Jacques Chirac mit dem nationalen Verdienstorden (als Ritterin des Ordre national du Mérite) ausgezeichnet. Im Jahr darauf verlieh die französische Profifußballergewerkschaft UNFP ihr einen Spezialpreis der „Trophées UNFP“ für ihre Gesamtleistung. 2013 kam eine Ehrenmedaille der französischen Post hinzu, die als Sponsor für das Schiedsrichterwesen innerhalb der FFF aktiv ist.

## Funktionärin
Nach ihrer aktiven Zeit wurde sie Mitglied der Schiedsrichterinnen-Kommission der FFF (Commission féminine de l’arbitrage). Seit 2012 lebt sie nahe Nancy; auch dort ist die zweifache Mutter im Schiedsrichterwesen aktiv, jetzt für den lothringischen Regionalverband der FFF.